# Amas coquillier de Dongsam-dong

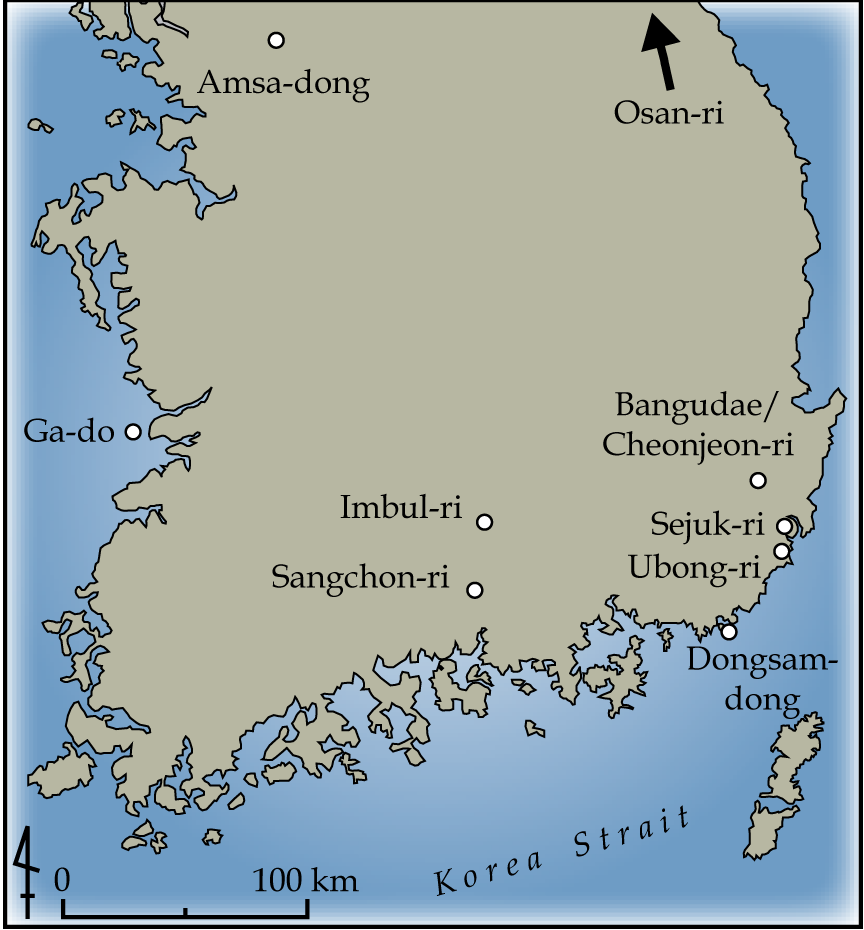
Carte des principaux sites du Jeulmun dans le sud de la Corée

L'amas coquillier de Dongsam-dong (ou Tongsam-dong, 동삼동) est un site archéologique situé sur la côte occidentale de Yeongdo, une ile située en face de Pusan, en Corée du Sud. Il a été formé par les déchets alimentaires, dont une masse considérable de coquillages marins, de groupes humains qui ont vécu à cet endroit durant la période de la céramique Jeulmun. Le site fait partie des plus vieux amas coquilliers trouvés dans le sud de la Corée.

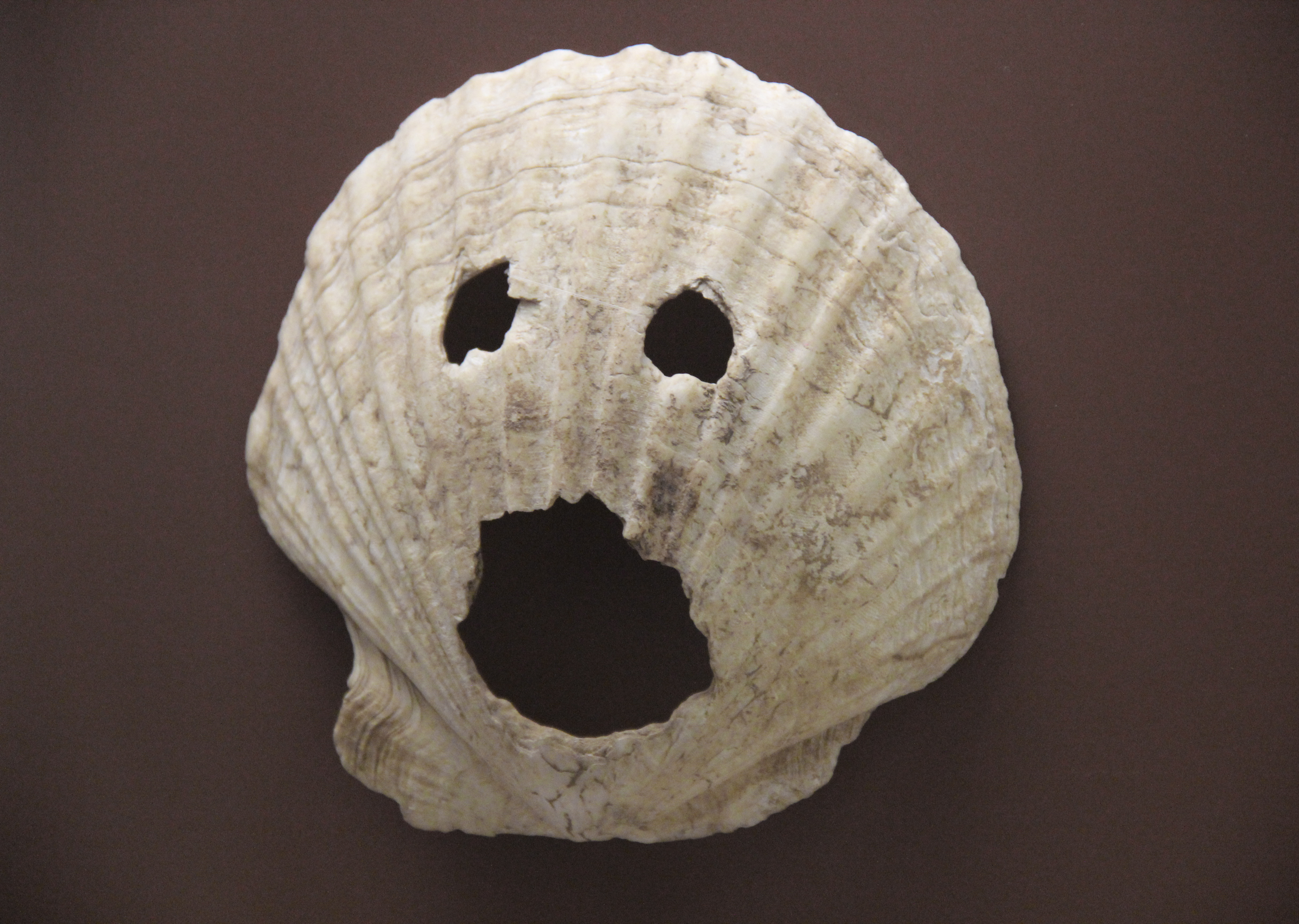
Masque. Coquille. Long. 10,7 cm
Amas coquillier de Dongsam-dong
niveau 3, vers -5000
Musée national de Corée

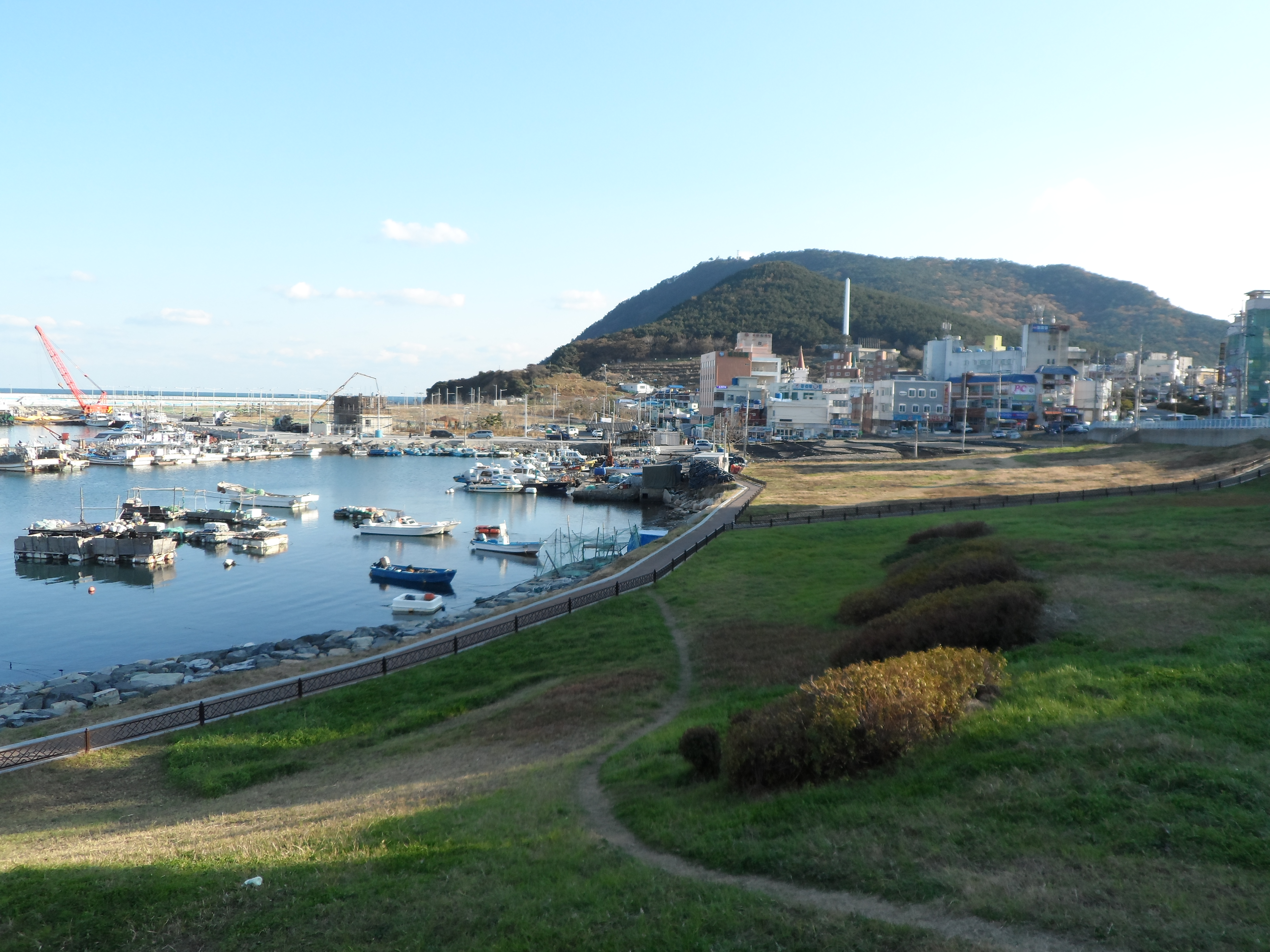
Le site de l'amas coquillier

## Historique
Le site de Dongsam-dong a été découvert en 1929 par le Japonais Oigawa, puis fouillé trois fois par les archéologues du musée national de Corée à partir de 1963.

## Chronologie
La présence de poterie Yunggimun avec décor en relief montre que ce site a été occupé dès 8000 - 7000 av. J.-C., mais de nombreuses datations au radiocarbone indiquent que le site a aussi été occupé à des périodes beaucoup plus tardives, au Jeulmun moyen (3500 av. J.-C.) et au Jeulmun tardif (2000 av. J.-C.).

## Mode de subsistance
Aucune habitation n'a été retrouvée mais ce site trouve son intérêt dans l'abondance des restes alimentaires et des vestiges archéologiques. Mis à part les coquillages de mollusques vivant dans les eaux basses ou les eaux profondes, des ossements de baleines et de phoques sont aussi présents. Les taxons de coquillages d'eaux profondes montrent que les groupes de pêcheurs incluaient des plongeurs talentueux.

## Objets
De nombreux objets ont été découverts, y compris des outils en os et en pierre, ainsi que trois différents types de poterie (à décor en relief, au peigne (Jeulmun) et sans décor (Mumun). Des aiguilles et des poinçons ont pu être utilisés pour fabriquer des vêtements, probablement en peau de phoque. De nombreux objets en os présentent des incisions.
Ces vestiges ont permis d'évaluer l'ampleur de l'influence des cultures sibériennes sur la Corée et celle des échanges avec l'ile de Kyūshū, au Japon, comme le montrent des fragments de poterie Jōmon et des outils d'obsidienne trouvés dans l'amas coquillier,. Réciproquement, la céramique de Sobata, à Kyūshū, pourrait être issue de la culture représentée par ce site.

## Conservation
Depuis le 24 avril 2002, les vestiges archéologiques mis au jour sont présentés dans un musée consacré à ce site.